# Diocèse de Saint-Denis
Le diocèse de Saint-Denis (en latin : Dioecesis Sancti Dionysii in Francia, « diocèse de Saint-Denis-en-France ») est un diocèse de l'Église catholique en France. Érigé le 9 octobre 1966, il couvre le département de la Seine-Saint-Denis et il est suffragant de l'archidiocèse métropolitain de Paris. Son siège est à Saint-Denis. La cathédrale du diocèse est la basilique Saint-Denis, dédiée à Denis de Paris, saint patron du diocèse. 
Depuis le 15 novembre 2024, l'évêque est Étienne Guillet.

## Histoire

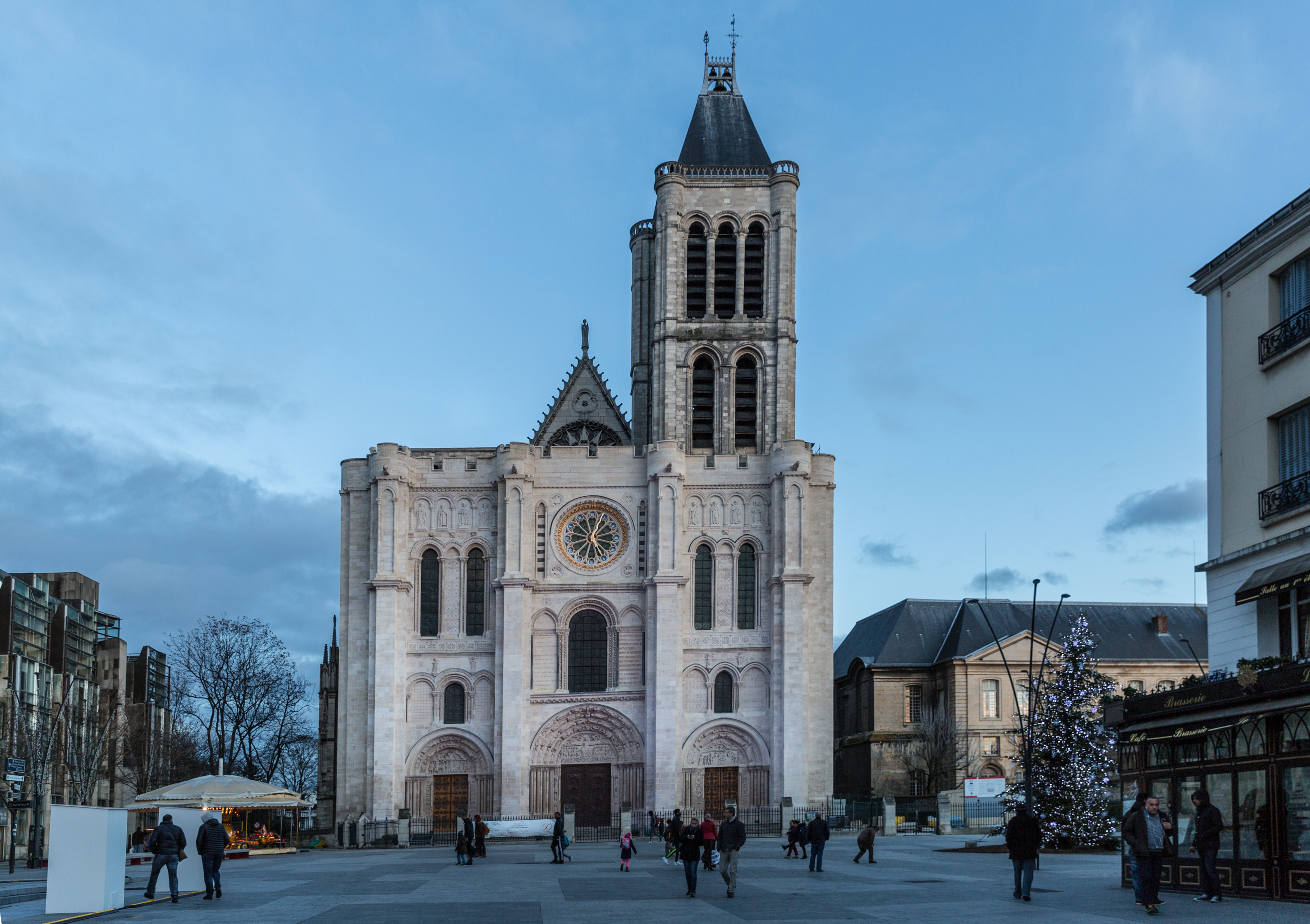
Basilique Saint-Denis.

Le diocèse de Saint-Denis est érigé le 9 octobre 1966 à partir de territoires rattachés jusque-là aux diocèses de Paris et Versailles. Son premier évêque, Jacques Le Cordier, est nommé le 9 octobre 1966.
Depuis sa création, le diocèse a vu le nombre de ses fidèles diminuer de moitié, alors que la population augmentait de 16,6 % entre 1980 et 2014, les catholiques ne représentant plus alors qu'un peu plus de 40 % de la population totale.
En 2024, le diocèse comprend 85 paroisses regroupées en 19 unités pastorales, la maison d'église Saint-Paul de la Plaine, l'aumônerie de la maison d'arrêt de Villepinte et des mouvements (Légion de Marie, Action catholique, Scouts et guides de France et Scouts d'Europe, Mouvement eucharistique des jeunes…). Sur les 117 églises et chapelles du diocèse, 41 églises ont été construites avant la loi de 1905 et sont donc la propriété des communes. Les 76 églises et chapelles, construites après cette date, sont la propriété de l'association diocésaine.

## Territoire
Le diocèse de Saint-Denis couvre le territoire du département de la Seine-Saint-Denis ainsi que la commune de Courtry (en Seine-et-Marne).
L’évêché est situé à Saint-Denis tandis que les services diocésains sont regroupés, depuis 2004, à la maison diocésaine Guy Deroubaix à Bondy.

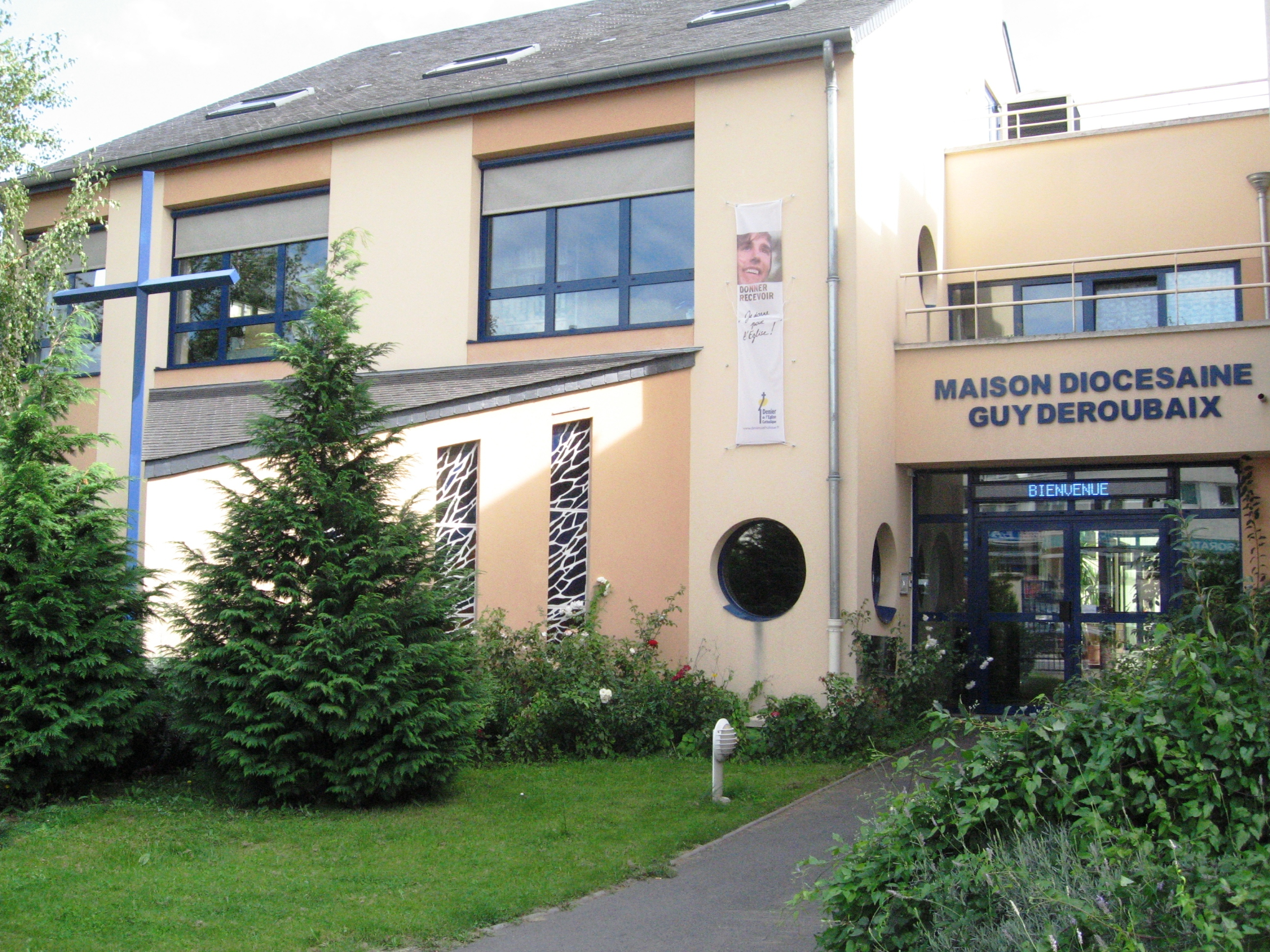
Maison diocésaine Guy Deroubaix, Bondy.

## Statistiques
- Selon l'Annuaire pontifical, le diocèse de Saint-Denis comptait en 1990 un nombre de 1 190 000 baptisés pour 1 385 000 habitants (soit 85,9 % de catholiques) desservis par 203 prêtres, dont 143 séculiers et 60 réguliers (5 862 baptisés par prêtre), avec 69 religieux et 313 religieuses, dans 82 paroisses.
- En 2014, le diocèse de Saint-Denis comptait 673 400 baptisés pour 1 542 761 habitants (soit 43,6 % de catholiques) desservis par 140 prêtres, dont 96 séculiers et 44 réguliers (4 810 baptisés par prêtre), avec 31 diacres permanents, 63 religieux et 202 religieuses, dans 85 paroisses.
- En 2022, le diocèse de Saint-Denis comptait 718  870 baptisés pour 1 658 330 habitants (soit  % de catholiques) desservis par 140 prêtres, dont 101 séculiers et 32 réguliers, avec 25 diacres permanents, dans 85 paroisses.

## Évêques de Saint-Denis
| Portrait | Épiscopat   | Titulaire            | Notes                                                                                       |
| -------- | ----------- | -------------------- | ------------------------------------------------------------------------------------------- |
|          | 1966 à 1978 | Jacques Le Cordier   | Premier évêque du diocèse de Saint Denis                                                    |
|          | 1978 à 1996 | Guy Deroubaix        |                                                                                             |
|          | 1996 à 2009 | Olivier de Berranger |                                                                                             |
|          | 2009 à 2024 | Pascal Delannoy      | Vice-président de la Conférence des évêques de France (2013 - 2019); transféré à Strasbourg |
|          | depuis 2024 | Étienne Guillet      |                                                                                             |

## Évêque originaire du diocèse de Saint-Denis
- Dominique Lebrun, archevêque de Rouen
- Philippe Guiougou, évêque de Basse-Terre et Pointe-à-Pitre